# EUPOL Proxima
L'EUFOR Proxima és una missió policial de la Unió Europea a Macedònia del Nord, que es va desenvolupar del 2003 al 2005 com a part de la Política Exterior i de Seguretat Comuna.

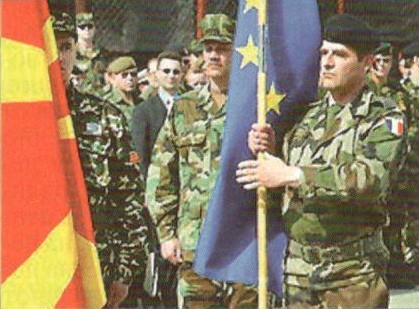
Membres d'EUPOL Proxima

El 29 de setembre de 2003, els ministres d'Afers Exteriors dels països de la Unió Europea van aprovar l'establiment de la Missió de Policia de la Unió Europea (EUPOL), amb vista a l'operació Proxima. Aquest últim va succeir l'EUFOR Concordia el 15 de desembre de 2003. Tenia 30 efectius.
La seva missió consistia a seguir l'aplicació de l'acord d'Ohrid, així com assessorar i guiar les autoritats de Macedònia del Nord cap a normes europees en matèria d'estat de dret, desenvolupar la lluita contra el crim organitzat, donant suport a la reforma de la Ministeri de l'Interior i Policia Fronterera. Va finalitzar el 15 de desembre de 2005 i fou substituïda per l'Equip Assessor de la Policia de la Unió Europea (EUPAT), que es va mantenir sis mesos més.